# Sacura
Sacura är ett släkte av fiskar. Sacura ingår i familjen havsabborrfiskar.
Kladogram enligt Catalogue of Life:
| Sacura | \| \| Sacura boulengeri \| \| \| \| \| \| Sacura margaritacea \| \| \| \| \| \| Sacura parva \| \| \| \| \| \| Sacura speciosa \| \| \| \| |
|        | \| \| Sacura boulengeri \| \| \| \| \| \| Sacura margaritacea \| \| \| \| \| \| Sacura parva \| \| \| \| \| \| Sacura speciosa \| \| \| \| |
|        | Sacura boulengeri |
|        | |
|        | Sacura margaritacea |
|        | |
|        | Sacura parva |
|        | |
|        | Sacura speciosa |
|        | |